# 고라이 문

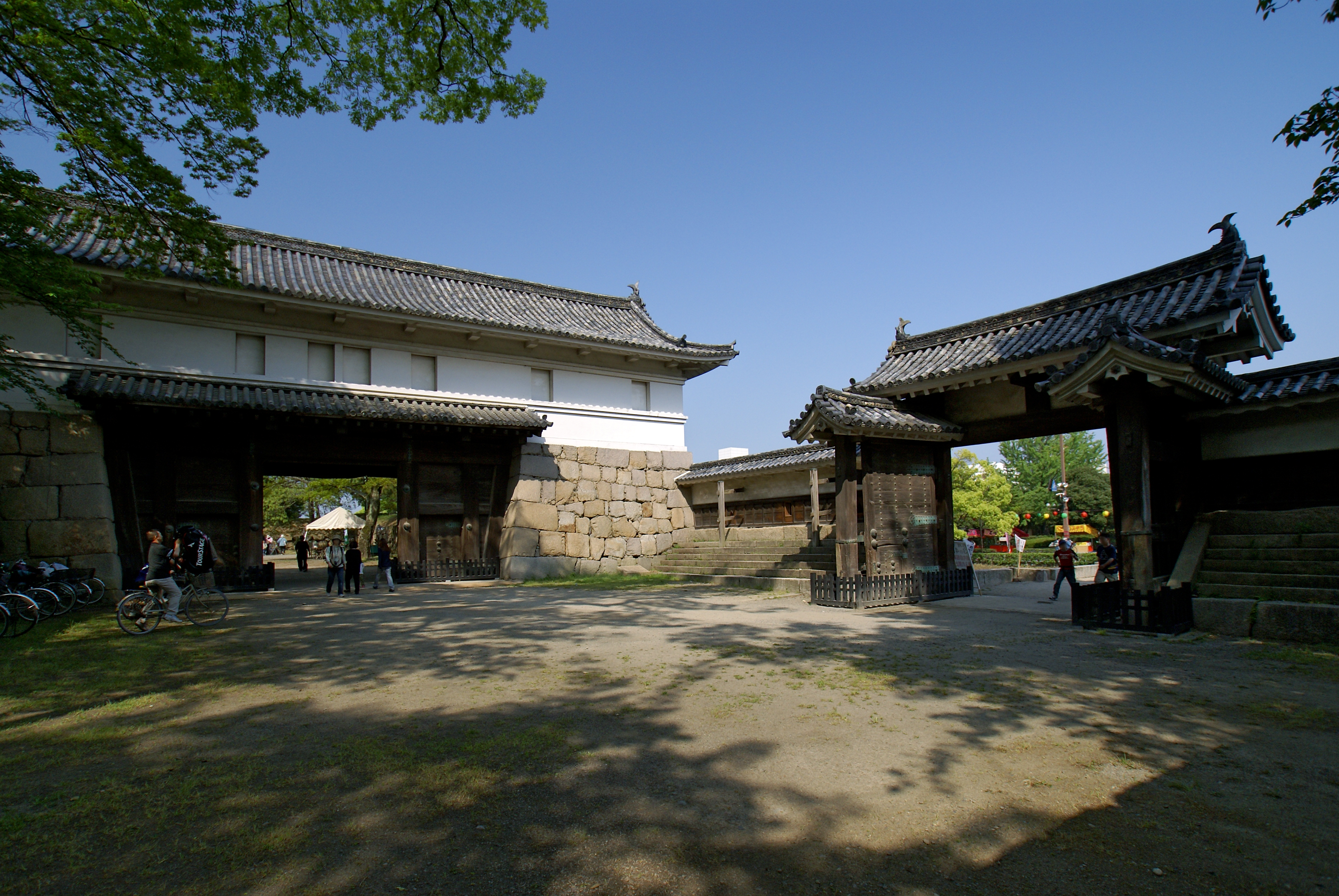
마루가메성의 오테 2문(우)

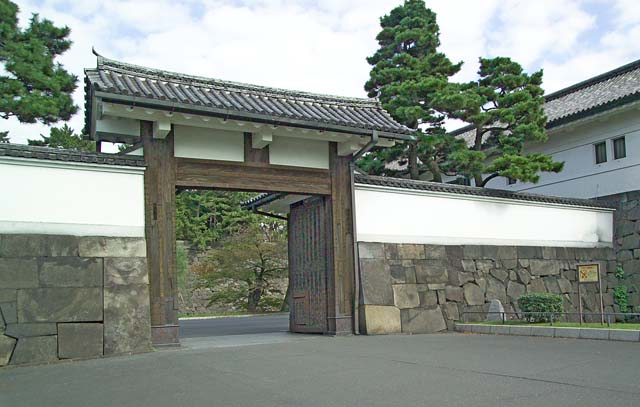
에도 성의 사쿠라다문

고라이 문(일본어: 高麗門 고라이몬[*])은 일본의 문의 형식 중 하나이다. 대한민국에서 한자를 음역해 고려문이라고 부리기도 한다.

## 개요
고라이 문은 임진왜란이 일어난 1592년부터 1598년 사이에 만들어진 첫 성문이다. 주 기둥과 보조 기둥이 하나의 큰 지붕을 받치는 구조로 야쿠이 문을 간략화 한 것이다. 또, 지붕을 조그맣게 하여 수비측의 사각을 줄였다.에도 시대 이후에는, 성곽에 한하지 않고, 신사, 불당이나 마을의 출입구를 구분하는 기도 문 등으로 많이 축조되었다.

## 구조
기둥의 구조는, 주 기둥과 안쪽의 보조 기둥으로 구성되어있다. 이중 2개의 주 기둥에 횡목을 얹고 그 위에 맛배 지붕을 씌운 후, 안쪽 보조 기둥에도 작은 맛배 지붕을 얹었다. 게이초 연간(1596년~1615년)에는 히메지성의 헤노 문이나 나고야 성의 혼마루니노 문처럼 횡목에 직접 지붕을 얹었지만, 에도 시대 초기 이래 에도 성의 사쿠라다 문의 고라이 문처럼 횡목 위에 동자 기둥을 세워 지붕을 올리게 된다. 신사나 사찰의 고라이 문에는 건물의 특성상 문짝이 없는 곳이 많다.

## 주요 고라이 문
- 에도 성의 사쿠라다 문
- 마쓰야마성의 도나시 문
- 하마구리 문
- 곤카이고묘지
- 리큐 하치만 궁